# Mesolithicum in Europa
Het mesolithicum in Europa is de periode in de Europese prehistorie die volgde op het paleolithicum in Europa, met name het laatpaleolithicum en het einde van de laatste ijstijd, tot aan de komst van de eerste landbouwers en veehouders van het neolithicum.

## Datering
Op de Balkan begon het mesolithicum ongeveer 15.000 jaar BP. In West-Europa begon het vroeg-mesolithische Azilien in Noord-Spanje en Zuid-Frankrijk ongeveer 14.000 jaar BP. In andere delen van Europa begon het mesolithicum 11.500 jaar geleden, aan het begin van het Holoceen, en eindigde met de introductie van landbouw en veeteelt, afhankelijk van de regio tussen ca. 8.500 en 5.500 jaar geleden.
Gebieden die aan het einde van de laatste ijstijd grotere klimaatsveranderingen ondervonden, hebben een veel duidelijker mesolithicum, dat millennia duurde. In Noord-Europa konden samenlevingen goed leven van de rijke voedselvoorraden uit de draslanden die door het warmere klimaat waren ontstaan. Dergelijke omstandigheden produceerden onderscheidend menselijk gedrag dat in het bodemarchief werd bewaard, zoals de Maglemosecultuur, en vertraagden de komst van het neolithicum in Noord-Europa  tot ongeveer 5.500 BP.

## Natuurlijke omgeving
Het mesolithicum werd gekenmerkt door het terugtrekkende ijs van het Weichselien in Noord-Europa en de daarmee gepaard gaande snelle opwarming van het klimaat tijdens het Preboreaal. In de gebieden die voorheen werden bepaald door glaciale toendra's, ontwikkelden zich eerst lichte en daarna steeds dichtere bossen. Op het gemengde dennen-berkenbos van het Boreaal volgde met de immigratie van warmteminnende soorten het gemengde hazelaarbos en uiteindelijk het gemengde eikenbos van het Atlanticum. De menselijke vestigingsgrens verschoof naar het noorden. De zeespiegel steeg tussen 9.600 en 5.000 v.Chr. met bijna 100 m.

## Bevolking
Het westen van Europa werd tijdens het mesolithicum bewoond door de westelijke jagers-verzamelaars, in het oosten leefden de oostelijke jagers-verzamelaars. Daarnaast kan men in Scandinavië nog de Scandinavische jagers-verzamelaars onderscheiden. 

## Voedselvoorziening

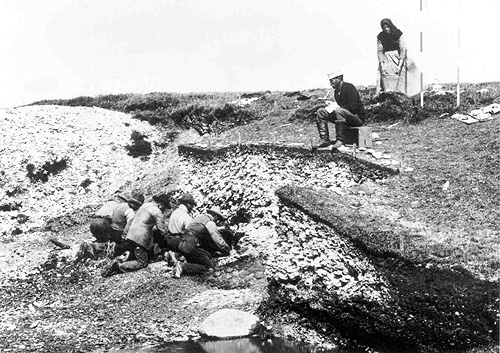
opgraving van een schelpenhoop van de Ertebøllecultuur

Het wegtrekken van de grote jachtdieren maakte een verandering in de voedselvoorziening noodzakelijk. Verzamelgoed, zoals vruchten en mosselen, werd beter  beschikbaar. De technieken voor het vangen van kleinwild en de visserij verbeterden. De jacht op standwild vond plaats, terwijl de grote kuddes van het laatpaleolithicum zoals rendieren, saiga's en wilde paarden wegtrokken. Het prooispectrum van het mesolithicum bestond voornamelijk uit bosbewoners zoals edelherten, reeën en wilde zwijnen. Bovendien is de jacht op vissen, vogels en kleine dieren aangetoond. Aan de kusten van Noord-Europa produceerde de Kongemosecultuur (6000–5200 v.Chr.) de eerste køkkenmøddinger (afvalhopen).
Al in het vroege mesolithicum leverde de hazelnoot een belangrijke bijdrage aan de voeding. De extreem snelle verspreiding van de hazelaar in deze tijd houdt verband met de verspreiding van mensen, die bewust of onbewust de vermeerdering bevorderden door hazelnootvoorraden aan te leggen. Dit zou de eerste teelt van een voedingsmiddel in Europa kunnen zijn, maar dat kan niet worden bewezen. Dikke lagen notendoppen op de Duvensee-site, gespecialiseerde brandplekken voor het verwerken van grote notenvoorraden, notenkrakers en modellen van de omvang van het vroeg-Holocene notengebruik tonen aan dat deze de opbrengsten van de vroege akkerbouw mogelijk hebben overtroffen.

## Stenen werktuigen

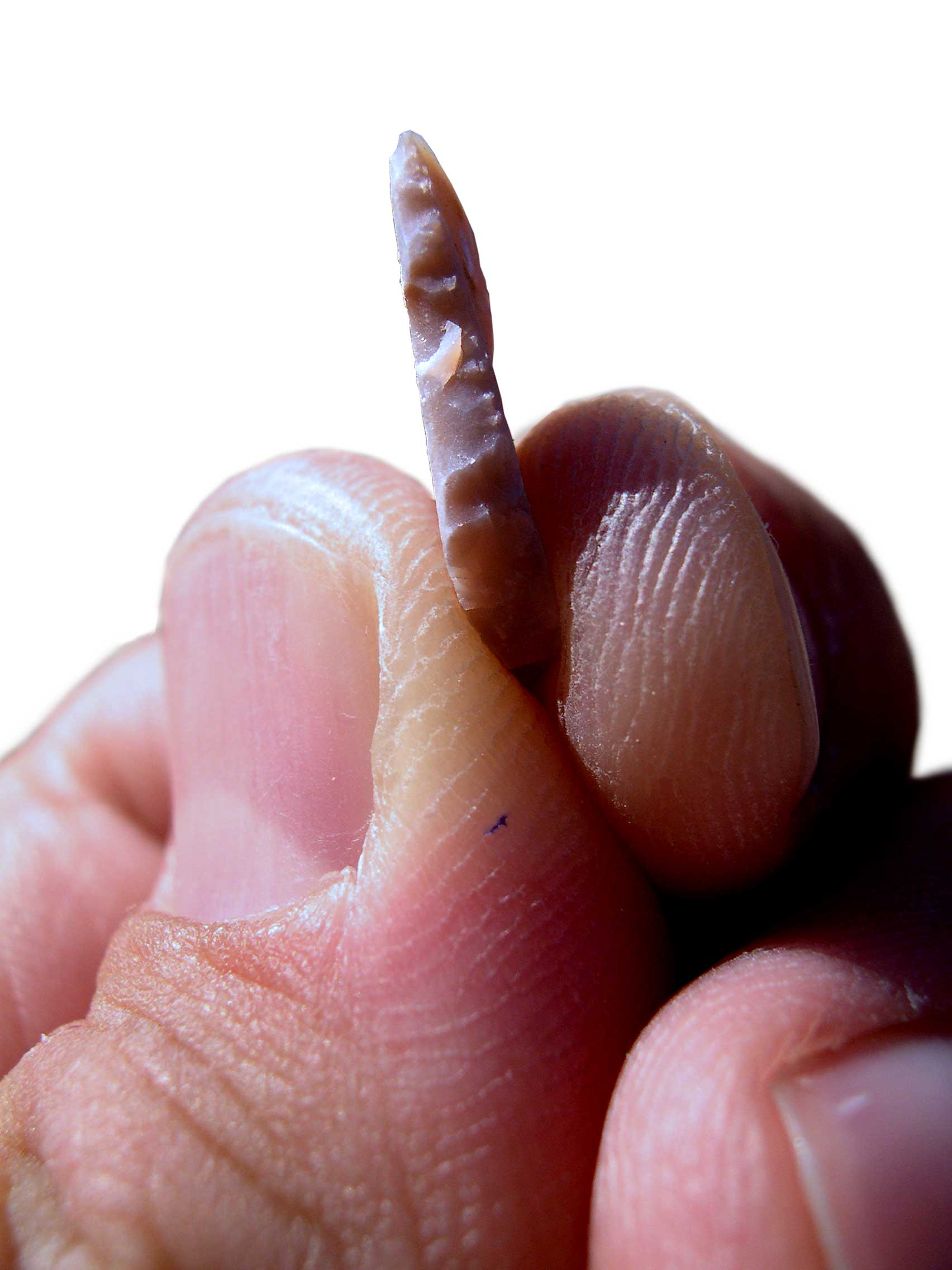
microliet

Kenmerkend voor het tijdperk zijn de zogenaamde microlieten, kleine stenen werktuigen van vuursteen en andere grondstoffen. In het mesolithicum gebruikte men samengestelde werktuigen vervaardigd met microlithische Mode 5-afslagen, terwijl men in het paleolithicum de macrolithische Modes 1-4 had gebruikt.
Er wordt onderscheid gemaakt tussen microlieten bestaande uit speciale, zeer kleine mesjes (microklingen) en geometrische microlieten, die zijn ontstaan door het opzettelijk breken en retoucheren van grotere klingen. In Noord-Europa werden schachtbijlen van vuursteen gebruikt, zogenaamde kern- en schijfbijlen.
Uit het mesolithicum zijn de eerste dolken (messen met tweezijdige randen) met heften van organisch materiaal bewaard gebleven. Op de site van Nizjneje Veretje in Noord-Rusland werd een dolk van rond 8000 v.Chr. gevonden, met een groot aan beide zijden geretoucheerd vuurstenen blad, omwikkeld met bast. Op de locatie Joezjny Oleni in Karelië werd een ongeveer even oude benen dolk met ingelijmde vuurstenen bladen gevonden.
In sommige gebieden, zoals Ierland, delen van Portugal, het eiland Man en de Tyrreense eilanden, bleef in het mesolithicum echter een macrolithische technologie in gebruik.
In het neolithicum werd de microlithische technologie opnieuw vervangen door een macrolithische technologie, met een toenemend gebruik van gepolijste stenen werktuigen zoals stenen bijlen.

## Organische artefacten
Door de goede conservering in veenmoerassen zijn op vele archeologische vindplaatsen artefacten van organisch materiaal behouden gebleven, zoals visnetten gemaakt van boombast, pijlschachten van dennen- en hazelaarhout, visvallen, berkenbastschalen, schorsvloeren, vlotters voor visnetten, en vishaken gemaakt van hertengewei of bot. Meerdere boomstamkano's en peddels werden gevonden. Uit Friesack (Brandenburg) en Noord-Rusland zijn bogen van verschillende soorten naaldhout gedocumenteerd. Ook permanent geïnstalleerde boogvallen zijn aangetoond.

## Kunst
Vergeleken met het voorafgaande laatpaleolithicum en het daaropvolgende neolithicum, is er uit het mesolithicum minder kunst bewaard gebleven. De rotstekeningen van het Iberische Middellandse Zeegebied, die waarschijnlijk al teruggaan tot het einde van het laatpaleolithicum, zijn veel minder bekend dan de grotschilderingen uit het laatpaleolithicum, waarmee ze een interessant contrast vormen. De locaties zijn voornamelijk rotswanden in de open lucht, en de onderwerpen zijn meestal mensen in plaats van dieren, met grote groepen kleine figuren, zoals de 45 figuren bij Roca dels Moros. De afbeeldingen tonen kleding en mensen die dansen, vechten, jagen en eten verzamelen. De figuren zijn veel kleiner dan de dierschilderingen van de paleolithische kunst, en veel schematischer afgebeeld, hoewel vaak in energieke poses. De rotstekeningen in de Oeral lijken vergelijkbare veranderingen te vertonen na het paleolithicum.

Er zijn een paar kleine gegraveerde hangers met ophanggaten en eenvoudige gegraveerde ontwerpen bekend, sommige van barnsteen uit Noord-Europa en een van leisteen uit Star Carr in Groot-Brittannië. De elandskop van Huittinen is een zeldzaam mesolithisch dier uit speksteen dat in Finland is gevonden. Het Mannetje van Willemstad, nu  te bezichtigen in het Rijksmuseum van Oudheden in Leiden, is een zeldzame overleving van wat misschien wel een heel gebruikelijk materiaal voor beeldhouwkunst was. Op de begraafplaats van Joezjny Oleni zijn menselijke figuren en een elandscepter gemaakt van gewei gevonden.

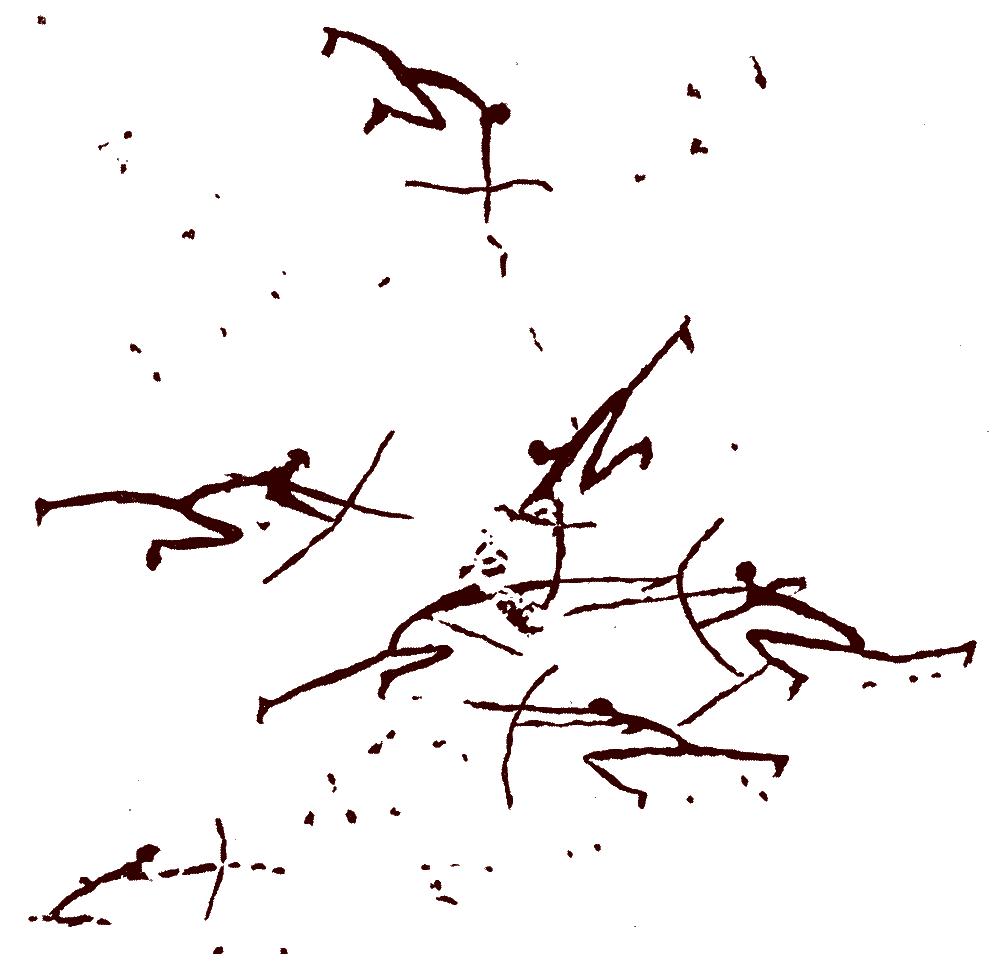
rotstekening met een gevecht tussen boogschutters, Cueva del Roure, Spanje
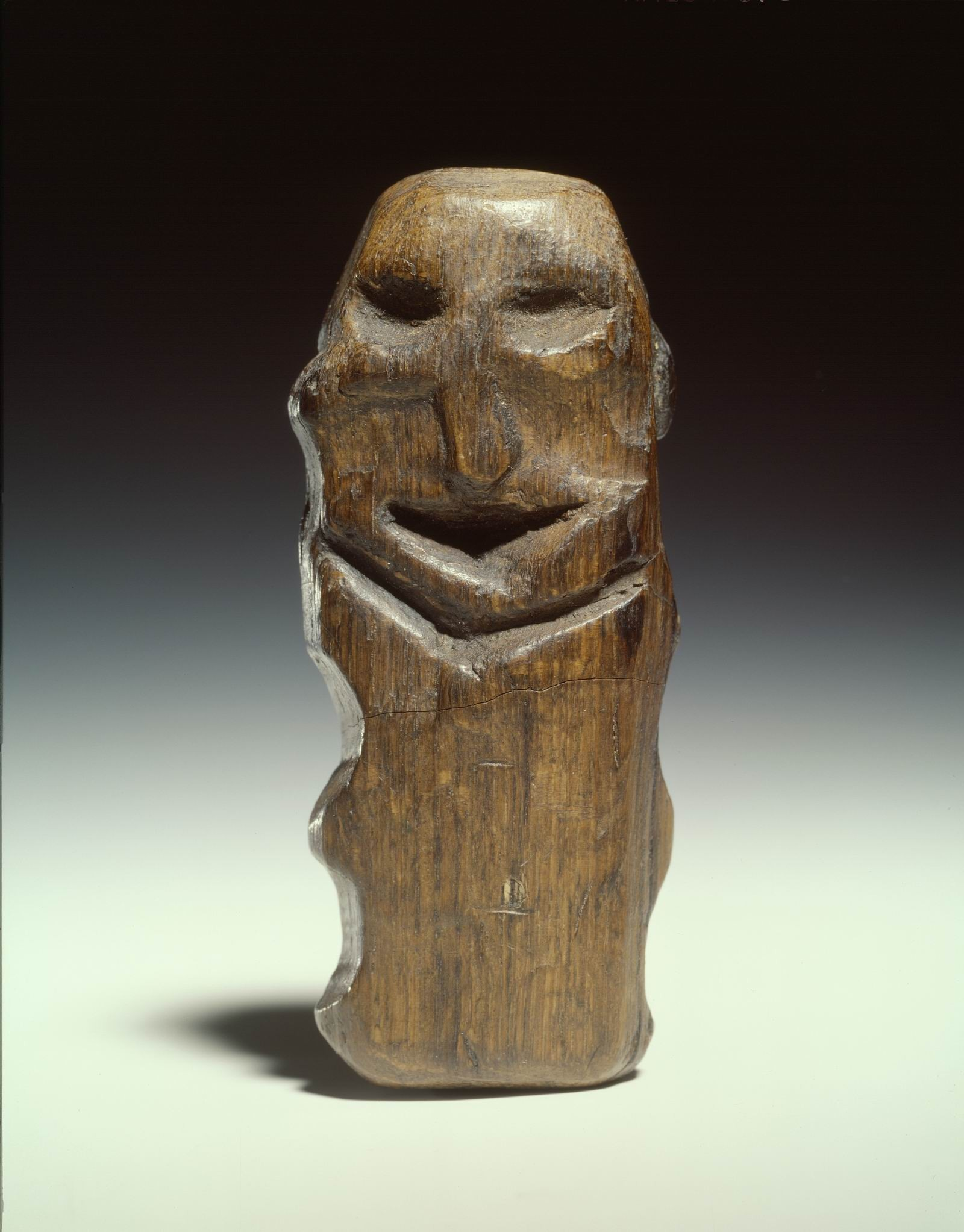
Houten idool het Mannetje van Willemstad, Rijksmuseum van Oudheden
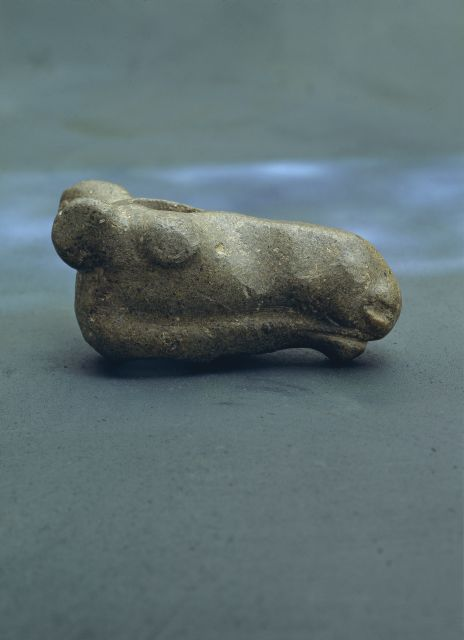
elandskop van Huittinen, Finland.
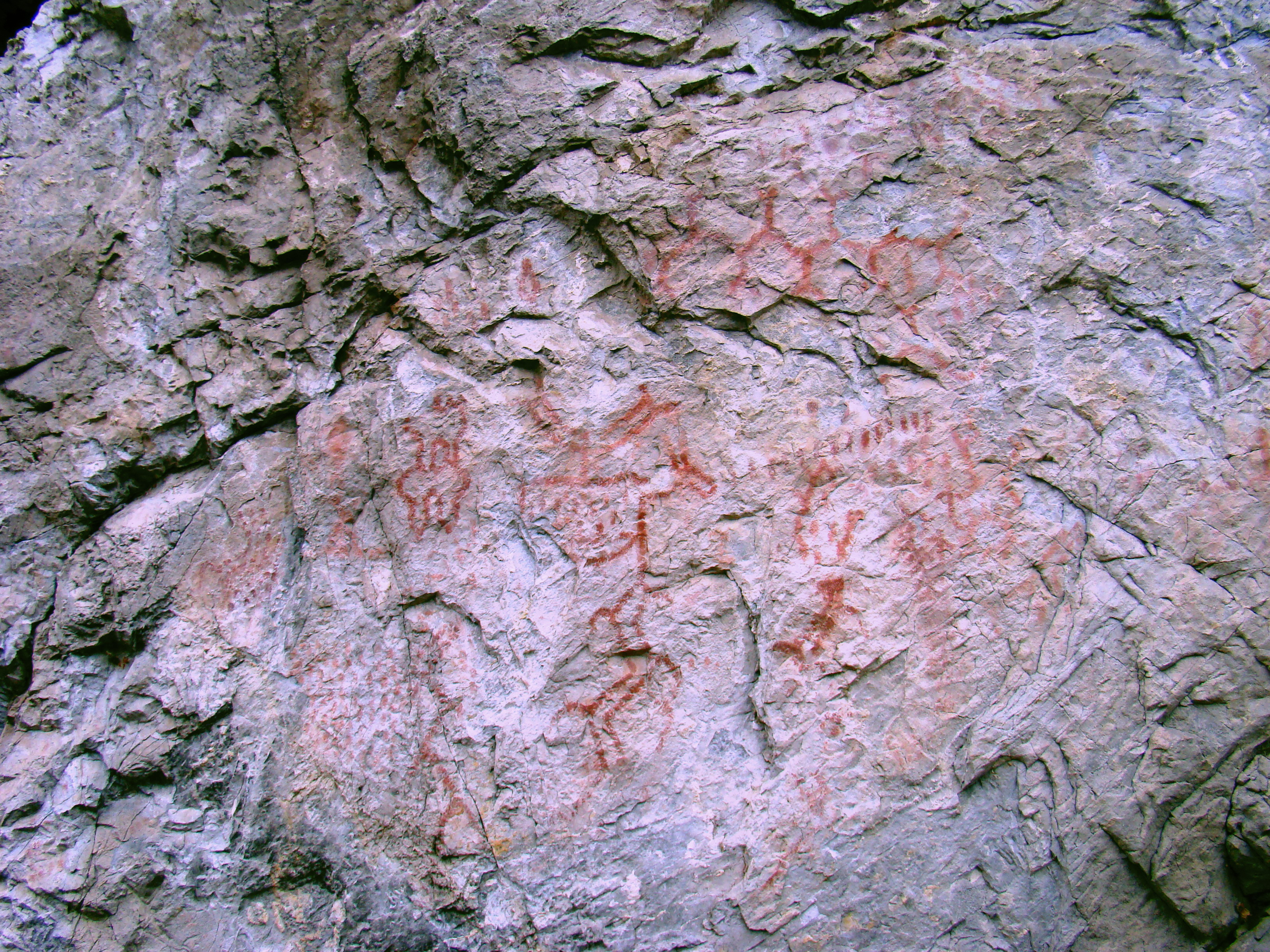
rostekeningen aan de Nejva, Zuidelijke Oeral

## Bouwwerken

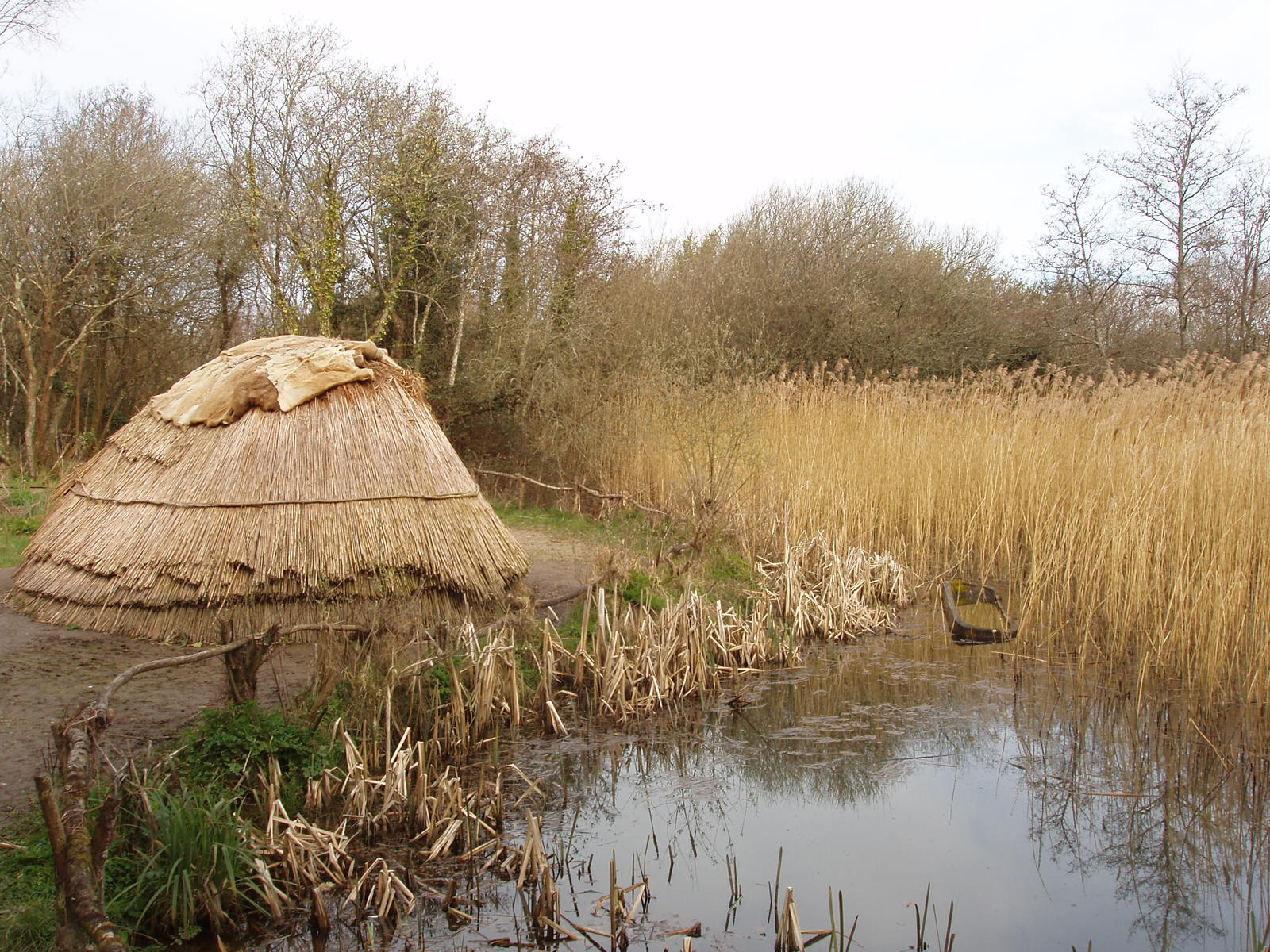
reconstructie van een mesolithisch kamp

Al tijdens het Gravettien werden kampen soms voor langere tijd bewoond, bijvoorbeeld bij Dolní Věstonice en Pavlov. Tijdens het mesolithicum nam het sedentarisme over het algemeen toe. Het verkleinde areaal van de jagers en verzamelaars blijkt onder meer uit de herkomst van het gebruikte vuursteen. De mesolithische groepen gebruikten verschillende seizoensgebonden leefgebieden. Bij mesolithische opgravingen zijn structuren gevonden die duiden op windschermen en hutten. De meest gebruikelijke windschermconstructies worden gekenmerkt door enkele paalgaten (in een rechte lijn of in een boog gerangschikt). Bij Mount Sandel in Ierland (6.960-6.440 v.Chr.) duidt een groot aantal paalgaten op een solide gebouw. Vermoedelijk werd de site van Morton (4.700-4.300 v.Chr.) in Fife, Schotland, herhaaldelijk bewoond, gezien meerdere rijen paalgaten die vermoedelijk windschermen droegen.
In Noorwegen werden ten noorden van de poolcirkel locaties met overblijfselen van stenen muren en funderingsachtige stenen ontdekt. In Tverrvikraet bij Gamvik, in de provincie Finnmark, zijn de overblijfselen gevonden van een klein rechthoekig huis. Op het eiland Träna zijn de resten van een huis van 6.000 tot 4.000 jaar oud gevonden, met paalgaten aan de binnenkant van de muren en een centrale haardplaats. Bij de Varangerfjord in Noorwegen, nabij de grens met Rusland, werden cirkelvormige opstellingen van paalgaten gevonden, wat duidt op kuilwoningen en tenten, later zogenaamde gressbakken-huizen. Het ongeveer 8.500 jaar oude Tingby-huis in Zweden wordt beschouwd als het oudste huis van Scandinavië. Een reconstructie bevindt zich in het Kalmar läns museum.
In Denemarken en Noord-Duitsland werden kampementen van de Maglemosecultuur opgegraven (Holmegård IV, Sværdborg I en Ulkestrup Øst I), waarvan de hutvloeren uit met elkaar verweven stroken schors en gespleten boomstammen bewaard waren gebleven. In Ulkestrup Øst I hadden de hutten rechthoekige of trapeziumvormige plattegronden en oppervlakten tussen 6,25 en 24 m². De daken en muren waren gemaakt van berkentakken of riet. In Holmegård IV suggereren dubbele berkenbastvloeren herhaalde bewoning of reparaties; de plaatsen werden blijkbaar gedurende langere tijd gebruikt. Bij Sværdborg I was een van de negen hutten duidelijk ouder dan de anderen, van de overige acht kon niet worden vastgesteld of ze gelijktijdig of na elkaar werden gebouwd.
Onder de schelpenhoop bij Moita do Sebastião in Portugal (5.350-5.080 v.Chr.) werd een grotere constructie gevonden. Een halve cirkel van 61 paalgaten suggereert een tegen de noordenwinden beschermende structuur. Stukken klei met grasafdrukken die in de buurt zijn gevonden, wijzen naar een dak van biezen en grasstengels bedekt met klei. Ook werden kookkuilen gevonden.
Er is enig bewijs voor het begin van bouwwerkzaamheden op locaties met een rituele of astronomische betekenis, waaronder Stonehenge, met een korte rij grote oost-west uitgelijnde paalgaten, en een mogelijke 'maankalender' in Warren Field in Schotland, met putten en paalgaten van verschillende grootte, waarvan wordt aangenomen dat ze de maanfasen weerspiegelen. Beiden zijn gedateerd vóór ca. 9.000 BP.

## Begravingen

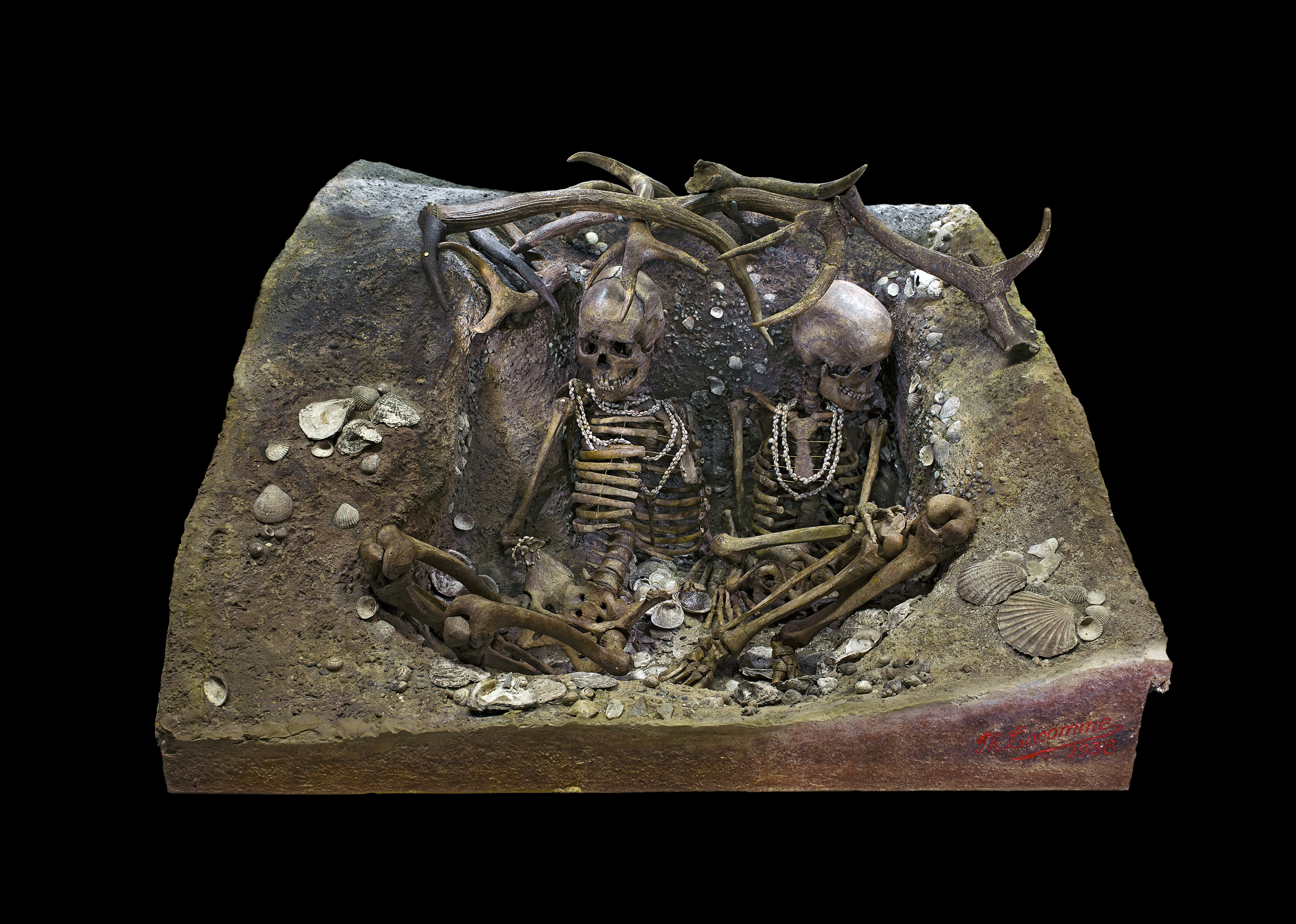
graf van Téviec

Mesolithische graven zijn vrij zeldzaam, maar uit het late mesolithicum zijn enige begraafplaatsen bekend, vooral in Denemarken en Zuid-Zweden (Skateholm, Vedbaek-Bogebakken). Op de eilanden Hœdic en Téviec in het departement Morbihan (Frankrijk) werden zelfs stenen platen gebruikt als grafafbakeningen. In de Blätterhöhle bij Hagen werden vroege mesolithische menselijke resten ontdekt die vergelijkbaar zijn met grotvondsten uit België en Frankrijk.
Kenmerkend voor het laat-mesolithicum zijn schedelbegrafenissen, zoals in de Ofnetgrotten bij Nördlingen, de Hohlenstein-Stadel in het Lonetal en in de Hexenküche op de Kaufertsberg bij Lierheim (Landkreis Donau-Ries).
Bijzonder is een mesolithisch graf dat in 1962 werd ontdekt op de Weinberg bij Groß Fredenwalde, Gerswalde, in de Landkreis Uckermark in het noorden van Brandenburg, waar de overblijfselen van zes individuen (drie volwassenen en drie kinderen) werden gevonden. Mesolithische graven met een dergelijk groot aantal doden zijn in Europa slechts vier keer bekend. In 2014 werd op de Weinberg nog een 7.000 jaar oude begrafenis gevonden. Een jonge man van ongeveer 1,60 m lang werd rechtop tot aan zijn knieën in een kuil begraven. Pas nadat zijn bovenlichaam was vergaan, werd het graf afgesloten met een vuurplaats. Deze begrafenis verstoorde een ouder graf van een kind. In hetzelfde jaar werd in de buurt de begrafenis van een klein kind gevonden. De verschillende graven suggereren dat zich op de Weinberg de oudst bekende begraafplaats van Noord-Centraal-Europa bevond.

## Aardewerk

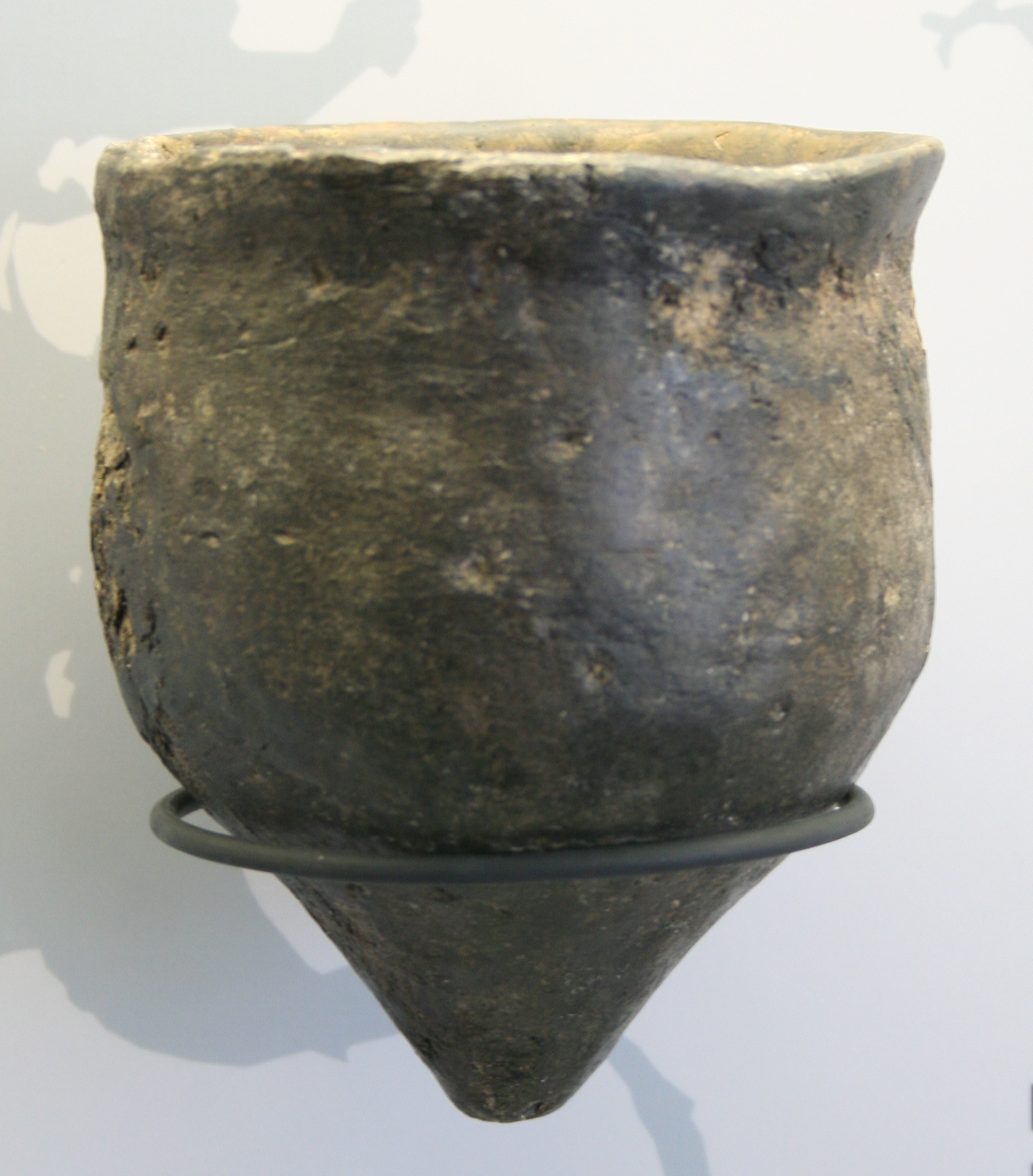
aardewerk van de Ertebøllecultuur

In Noord-Europa en Siberië kan men een "keramisch mesolithicum" onderscheiden. Russische archeologen  benoemen dergelijke aardewerkculturen liever als neolithisch, ook al is er geen landbouw of veeteelt. Het creëerde een onderscheidend type aardewerk met een ronde of puntbodem en uitlopende randen, vervaardigd volgens andere methoden dan het aardewerk van de neolithische boeren. Hoewel elk gebied met mesolithische keramiek een individuele stijl ontwikkelde, suggereren gemeenschappelijke kenmerken een enkel punt van oorsprong. De vroegste manifestatie van dit type aardewerk vindt men omstreeks 14.000 v.Chr. bij de Gromatoechacultuur in de Amoer-regio van het Russische Verre Oosten, vanwaar het zich over Siberië verspreidde. In Noordoost-Europa vindt men dergelijk aardewerk bij de kamkeramiekculturen. Westwaarts verspreidde het zich naar de Narvacultuur en langs de kustlijn van de Oostzee, en wordt het gevonden in de Ertebøllecultuur van Denemarken en Noord-Duitsland, en de gerelateerde Swifterbantcultuur van Nederland.
Een andersoortig aardewerk met dunne scherf verscheen  9.000 jaar geleden bij de mesolithische Jelsjankacultuur aan de Wolga in Rusland, een ontwikkeling die zich voortzette bij de neolithische Samaracultuur en Dnjepr-Donetscultuur.

## Overgang naar het neolithicum
Toen de eerste neolithische culturen, inclusief landbouw, veeteelt, gepolijste stenen bijlen, houten langhuizen en aardewerk, zich over Europa verspreidden, werd de mesolithische manier van leven gemarginaliseerd en verdween uiteindelijk. Mesolithische aanpassingen zoals sedentisme, populatiegrootte en gebruik van plantaardig voedsel worden aangehaald als bewijs van de overgang naar landbouw. In een steekproef uit de Blätterhöhle bij Hagen, lijkt het erop dat de afstammelingen van de mesolithische bevolking gedurende meer dan 2000 jaar na de komst van landbouwsamenlevingen in het gebied een foeragerende levensstijl handhaafden. Dergelijke samenlevingen worden "subneolithisch" genoemd. In Noordoost-Europa zette in gebieden die minder geschikt waren voor landbouw de levensstijl van jagen en vissen zich voort tot in de middeleeuwen.